# Big Bad Beetleborgs
Big Bad Beetleborgs, posteriormente Big Bad Beetleborgs: Metallix, es una serie de televisión estadounidense que fue transmitida por Fox Kids en el año 1996. Está basada en Jūkō B-Fighter, de la franquicia japonesa Metal Hero.

## Trama
Todo comienza en la ciudad ficticia de Charterville, cuando tres niños, Drew, Roland y Jo, entran a una casa encantada llamada Hillhurst, allí encuentran un órgano, y al tocarlo, liberan a un mago llamado Flabber, quien les concede un deseo. Ellos desean ser sus superhéroes de historietas favoritos, los Beetleborgs, pero al cumplirse eso, junto con los superhéroes salen los enemigos del cómic llamados Magnavores, liderados por Vexor, quienes intentan destruir la tierra. Entonces, los chicos deberán salvar a la tierra convirtiéndose en los Beetleborgs y regresar a los Magnavores a las historietas. Para activar sus poderes, ellos debían gritar "Activate power Beetleborgs" (¡Activar poderes! ¡Beetleborgs!).

## Personajes

### Beetleborgs
- Andrew "Drew" McCormick (interpretado por Wesley Barker): el Blue Stinger Beetleborg, y más tarde el Chromium Gold Beetleborg en la segunda temporada, es el líder de los Beetleborg. Flabber le otorgó la habilidad de telequinesis, que activa señalando un objeto y asintiendo con la cabeza. Drew recibió una actualización, Mega Blue Beetleborg, después de que usó en su armadura original el eje de energía que alimentaba a Shadowborg. Después de la llegada de Roboborg, Drew recibió una nueva actualización, Mega Spectra Chromium Gold Beetleborg, después de que Nukus y Vilor se convirtieran en Mega. Su armadura se inspiró en un escarabajo rinoceronte japonés.
- Roland Williams (interpretado por Herbie Baez): el Green Hunter Beetleborg, y más tarde el Titanium Silver Beetleborg en la segunda temporada. Su familia es propietaria de una tienda de cómics local llamada Zoom Comics, donde él, Jo y Drew suelen pasar el rato. Flabber le otorgó la habilidad de súper velocidad, que activa chasqueando los dedos. Después de la llegada de Roboborg, Roland recibió una actualización, Mega Spectra Titanium Silver Beetleborg, después de que Nukus y Vilor se convirtieran en Mega. Su armadura se inspiró en un escarabajo ciervo.
- Josephine "Jo" McCormick (interpretada por Shannon Chandler en los episodios 1 a 39 y Brittany Konarzewski desde el 39 a 88): La Red Striker Beetleborg y más tarde la Platinum Purple Beetleborg en la segunda temporada. Es la hermana de Drew, Flabber le otorgó la habilidad de súper fuerza, que activa tronando sus nudillos. Después de la llegada de Roboborg, Jo recibió una actualización, Mega Spectra Platinum Purple Beetleborg, después de que Nukus y Vilor se convirtieran en Mega. Su armadura Red Striker se inspiró en la hembra de escarabajo rinoceronte japonés, y su armadura Platinum Purple se inspiró en una mariquita. A menudo se muestra a Jo con una gorra de béisbol al revés. Cuando Shannon Chandler dejó la serie a mitad de la temporada 1, en lugar de eliminar su personaje, se mostró que Wolfgang, mientras jugaba con un libro de magia, accidentalmente lanzó un hechizo que hizo que Jo cambiara permanentemente de apariencia. Brittany Konarzewski asumió el papel con el pretexto de ser la Jo original con una nueva apariencia y voz; para contrarrestar esto, Flabber usó su magia para hacer que se viera y sonara como siempre lo había hecho, pero no funcionó con nadie que realmente observara el lanzamiento del hechizo. Entonces, los espectadores, Flabber, Drew, Roland y la propia Jo aún podían ver a Jo en su nueva apariencia, pero los monstruos de Hilhurst, así como su familia y amigos, la vieron como se veía antes.

| Actor                                             | Personaje                | Título                                    |
| ------------------------------------------------- | ------------------------ | ----------------------------------------- |
| Wesley Barker                                     | Andrew "Drew" Mcornick   | Beetleborg blue/Beetleborg gold           |
| Herbie Baez                                       | Roland Williams          | Beetleborg green/Beetleborg black         |
| Shannon Chandler y más tarde Brittany Konarzewski | Josephine "Jo" McCormick | Beetleborg red/Beetleborg platinum purple |
| Warren Berkow                                     | Josh Baldwin             | White Blaster Beetleborg                  |

### Aliados
- Josh Baldwin: The White Blaster Beetleborg, concedió la posibilidad de la invisibilidad por Flabber, que se activa por sacudiéndose las manos. Él estaba en el equipo por un período muy corto de tiempo. The White Beetleborg Blaster fue creado después de Shadowborg, un clon malvado de la Beetleborgs, robaron sus poderes. Él tuvo éxito en lograr que sus poderes. Sin embargo, pronto se descubrió que el Libro Blanco Blaster y Shadowborg estaban vinculados de una forma de yin y yang (principalmente porque las potencias Blaster Blanca fueron creados exclusivamente para la batalla Shadowborg), es decir, si uno fue destruido, y el otro perdería su poder para siempre (cabe suponer que en realidad no le molesta, ya que sentía que no podía manejar una vida de superhéroe). Josh acompañó a la Beetleborgs en la batalla final contra Shadowborg, donde se transforma por última vez. Shadowborg fue derrotado por Drew (en su forma Mega Beetleborg Azul), y debido a la relación, Josh perdido sus poderes, y en ese momento, Josh volvió a una vida normal. Aunque dijo que si los demás nunca lo necesitaba más, que estaría allí, pero esta fue la última vez que lo vimos. Se insinuaba algo que Jo estaba enamorada de él. Su armadura era el modelo de un escarabajo Hércules. Fue interpretado por Warren Berkow.

- Flabber (Billy Forester) - Como se describió anteriormente, Flabber es un mago que quedó atrapado dentro de un órgano, y fue liberado por los niños. En agradecimiento les concedió su deseo de convertirse en sus héroes del cómic, los Beetleborgs. Este evento también involuntariamente liberó a los Magnavores. Flabber fue lanzado al jugar 3 notas en el órgano. (Más tarde se reveló que jugar esas mismas 3 notas, y luego jugar con ellas a la inversa, sería él volver a atraparlo en el interior del órgano). Él actúa como asesor y mejor amigo de los niños. Flabber es la cabeza de la Mansión Hillhurst y suele mantener a los monstruos de la casa bajo control. Los productores de la serie, dijeron que se basaron en Elvis Presley, pero debido a su barbilla prominente, tiene una fuerte semejanza con el cómico Jay Leno. [cita requerida]

- Mums (voz de Michael Sorich en el episodio piloto, Blake Torney en episodios posteriores) - Mums es una momia egipcia con 5000 años de antigüedad, que solía ser un príncipe, se puede desenvolver de sus vendajes para revelar una "parca", como forma bajo sus vendas (que sólo se produjeron una vez). Este aspecto es mucho más aterrador. Él tiene 703 hermanos y hermanas. En "La maldición de la tumba Mums", dos arqueólogos llegaron a devolver a las momias, de la cripta en la que las encontraron, con el fin de deshacerse de una maldición que les impone sobre él despertarse; que necesitaría un "escarabajo mágico", pero utilizando un Beetleborg causaría la pérdida de sus poderes. En el mismo episodio, Mums menciona que fue momificado vivo después de ser atrapado besando a Cleopatra en público. Su madre también tiene una herencia de familia que puede convertir a otros (como Fangula) en monstruos gritando "Eureka!"

- Frankenbeans (David Fletcher) - Frankenbeans (llamado "Frankie" para abreviar) es un extraño y torpe monstruo de Frankenstein. En una ocasión fue secuestrado por los Magnavores en Halloween, y detenido para el rescate a cambio de los Beetleborgs "Escarabajo Bonders". Él permite a Wolfie alojarse en una casa de perro que conserva en su habitación. Tiene poca capacidad de hablar, a menudo rugiente o decir frases similares a los niños; en fin, es el más estúpido de los monstruos. En realidad no tiene cerebro (literalmente), algo que a menudo causa una gran cantidad de chistes que lo involucran. Su creador, el Dr. Baron von Frankenbeans apareció en algunos episodios.

- Conde Fangula (Joe Hackett) - Sin apretar el modelo de El conde Drácula, el conde Fangula es un vampiro. Él es el único en comprender lo que puede estar diciendo Wolfie. En el episodio "Los Beetleborgs y el Lobo" mencionó que eran compañeros de habitación. En una ocasión, tuvo éxito al conseguir dos víctimas, Van y Trip, convirtiéndolos en Vampiros, fueron devueltos a la normalidad por besos de Jo.

- The Pipettes (Traci Bellusci) - Son un trío multicolor de chicas que viven en el órgano de tubos; se ven idénticas, excepto por el color. Actúan como cantantes de respaldo de Flabber. Ellas dejan de aparecer a mediados de la primera temporada, debido a que muy probablemente a los fanes no les gusto.

- Ghoulum (Dan Letlow) - Una estatua viva, reside en Hillhurs, a menudo tenía poco que decir, hacía lo que las demás estatuas, estar en su lugar. Aunque no es el monstruo más activo de Hillhurst, en raras ocasiones se uniría al daño que los otros monstruos hacían. En un episodio, fue expuesto accidentalmente a una poción malvada, convirtiéndolo en malvado y lo hace crecer en un gigante bajo el control de Noxic.

- Wolfgang "Wolfie" Smith (Michael Sorich en la primera aparición, Scott Page-Pagter en apariciones posteriores) - Wolfie es un hombre lobo y es tratado más como un perro que de la familia de monstruos en Hillhurst. Su voz suena similar a Scooby-Doo. Sólo Fangula puede traducir lo que Wolfie está diciendo la mayor parte del tiempo, desde que ambos fueron compañeros de habitación. Probablemente es el más valiente y el más astuto de los Monstruos de Hillhurst, porque él es el único del grupo que se enredó con los malos, al menos una vez.

- Little Ghoul (Lina Godouse) - La última en integrarse a los demás monstruos de Hillhurst. Ella vive en el sótano y rara vez sale. Little Goul es un segador en formación sombrío que le encanta coleccionar. Ella también tiene un mal genio, que asusta a los otros monstruos aún más que su verdadera apariencia bajo la capucha. Ella tiene poco o ningún respeto por nadie. Ella sin embargo tiene un gran respeto por los Astralborgs. En un episodio, poseía una cabeza que originalmente perteneció al jinete sin cabeza.

- Astralborgs: Son cuatro aliados de los beetleborgs que se los vieron en el episodio "Roboborg".

| Actor                                     | Personaje    | Título            |
| ----------------------------------------- | ------------ | ----------------- |
| Doug Stone, imitando a Sean Connery (voz) | Dragonborg   | Blue astralborg   |
| Gene Holliday (voz)                       | Fireborg     | Red astralborg    |
| Richard Epcar (voz)                       | Lightingborg | orange astralborg |
| Barbara Goodson (voz)                     | Ladyborg     | gold astralborg   |

- Roboborg: es un robot gigante que fue aliado de los Beetleborgs en el episodio Battleborgs.

Roboborg llegó a la Tierra cuando las ocho Astral monedas se reunieron con la Astral Espada. Roboborg es convocado cuando el cromo de Oro Beetleborg sostiene la Astral espada en el aire y grita "Roboborg!". El maneja un arma llamada Robo espada, con la que puede realizar el Robo Ciclón.
- Boro: Les fortunas creó el Astral Ax, el malvado homólogo, la Astral Espada, y con ella Roboborg contraparte malvada, Boro. Utilizado por Nukus Mega Convocar Boron, simplemente por gritar, "Boro Levántate!". Se esgrime un arma sin nombre similar al de Roboborg's Robo Espada. En la batalla contra Repgillian, los Beetleborgs engañó a los crustáceos a renunciar a la Ax Astral por lo que podría caer en las manos de plata titanio Beetleborg. Boron después se cambiaron al lado del bien.

## Episodios
| Temporada | Temporada | Episodios | USA                     | USA                | Latinoamérica     | Latinoamérica      | España   | España             |   |
| Temporada | Temporada | Episodios | Comienzo                | Final              | Comienzo          | Final              | Comienzo | Final              |   |
| --------- | --------- | --------- | ----------------------- | ------------------ | ----------------- | ------------------ | -------- | ------------------ | - |
|           | 1         | 53        | 7 de septiembre de 1996 | 21 de mayo de 1997 | 7 de mayo de 1997 | 21 de mayo de 1999 | —        | 9 de junio de 2014 | — |
|           | 2         | 22        | 21 de mayo de 1997      | 2 de marzo de 1998 | —                 | —                  | —        | —                  |   |

## Arsenal
- Morphers escarabajos son los morphers con los que se transforman los tres beetleborgs.
- Morpher Hercules fue el morpher del beetleborg blaster white.
- Armadura dorada es la armadura del beetleborg azul en la segunda temporada.
- Armadura negra es la armadura del beetleborg verde en la segunda temporada.
- Armadura púrpura es la armadura de la beetleborg roja en la segunda temporada.

## Curiosidades
- Flabber, Wolfie, Vexor. Little Goul, Golum, Mums, las pipettes, Conde Fangula, Frankenbeans, entre otros son personajes exclusivos de EE. UU., que no aparecieron en metal hero.
- En Beetleborgs todos los héroes son niños y preadolescentes mientras que en B-Fighter Kabuto todos son adolescentes.
- Es la segunda y última serie en ser adaptada de la franquicia metal hero, la primera fue VR Troppers.
- Las tramas de Beetleborgs es diferente a la de su contraparse japonesa, ya que en beetleborgs son 3 niños que desean ser superhéroes de historietas y desatan los villanos del cómic mientras que en B-Fighter Kabuto son 4 chicos que entran en una academia para luchar con insectos mutantes.
- La actrices de Jo en Beetleboorgs cambian ya que en la primera temporada la interpreta Shannon Chandler mientras que en la segunda la interpreta Brittany Konarzewski.
- La serie contó con un solo Crossover con la serie de Power Rangers, Power Rangers Turbo pero esta vez en un Cómic titulado Big Bad Beetleborgs Metallix vs Power Rangers Turbo.
- En el episodio de la serie de Power Rangers, Power Rangers Fuerza Salvaje en el episodio "Forever Red" los trajes de Beetleborgs son reciclados para el imperio de las máquinas.